# Викшречка
Ви́кшречка, Викша — река в России, протекает по Кондопожскому району Карелии.
Вытекает из южной оконечности Викшезера, протекает через озеро Викшозерко, ниже которого называется Викшей. Впадает в Онежское озеро. Длина реки составляет 12 км.
Течёт с севера на юг параллельно расположенной в 5 км западнее железной дороге Петрозаводск — Мурманск, ближайший населённый пункт и станция — Новый Посёлок, в 5 км севернее истока реки находится деревня Листнаволок.

## Данные водного реестра
По данным государственного водного реестра России относится к Балтийскому бассейновому округу, водохозяйственный участок реки — Бассейн Онежского озера без рр. Шуя, Суна, Водла и Вытегра, речной подбассейн реки — Свирь (включая реки бассейна Онежского озера). Относится к речному бассейну реки Нева (включая бассейны рек Онежского и Ладожского озера).
Код объекта в государственном водном реестре — 01040100612102000015471.